# 66 Andromedae
66 Andromedae este o stea din constelația Andromeda.